# Tate Donovan
Tate Buckley Donovan (Tenafly, 25 september 1963) is een Amerikaans acteur en stemacteur. Hij won in 2013 een Screen Actors Guild Award samen met de gehele cast van de historische dramafilm Argo. Eerder werd hij genomineerd voor een Independent Spirit Award voor zijn bijrol in de filmkomedie Inside Monkey Zetterland (1992) en eveneens voor een Screen Actors Guild Award samen met de gehele cast van de historische dramafilm Good Night, and Good Luck (2005).
Donovan maakte in 1984 zijn film- en acteerdebuut als Bob in No Small Affair. Sindsdien speelde hij in meer dan 35 films, meer dan veertig inclusief televisiefilms. Zo had hij hoofdrollen in onder meer Love Potion No. 9 en Neal Cassady en sprak hij de stem in van het titelpersonage voor zowel de Disneyfilm Hercules als voor de gelijknamige animatieserie.
Donovan trouwde in 2005 met Corinne Kingsbury, die te zien is als Jenny in de film Old School. Hun huwelijk liep na drie jaar op de klippen.

## Filmografie
*Exclusief 5+ televisiefilms
| - Rocketman (2019) - Argo (2012) - Below the Beltway (2010) - American Primitive (2009) - Neal Cassady (2007) - Nancy Drew (2007) - Shooter (2007) - The Lather Effect (2006) - Good Night, and Good Luck (2005) - The Pacifier (2005) - Exposed (2003) - West of Here (2002) - Get Well Soon (2001) - Swordfish (2001) - G-Men from Hell (2000) - Drop Back Ten (2000) - Hercules: Zero to Hero (1999, stem) - October 22 (1998) - The Thin Pink Line (1998) | - Waiting for Woody (1998) - Hercules (1997, stem) - Murder at 1600 (1997) - Disney Sing-Along-Songs: Zero to Hero (1997, stem) - The Only Thrill (1997) - Holy Matrimony (1994) - Ethan Frome (1993) - Love Potion No. 9 (1992) - Equinox (1992) - Inside Monkey Zetterland (1992) - Little Noises (1992) - Memphis Belle (1990) - Dead Bang (1989) - Clean and Sober (1988) - Vietnam War Story II (1988) - Dangerous Curves (1988) - SpaceCamp (1986) - No Small Affair (1984) |

## Televisieseries
*Exclusief eenmalige gastrollen
- 24: Live Another Day - Mark Boudreau (2014)
- Hostages - Brian Sanders (2013-...)
- Deception - Edward Bowers (2013, elf afleveringen)
- Damages - Tom Shayes (2007-2010, 39 afleveringen)
- The O.C. - Jimmy Cooper (2003-2006, 39 afleveringen)
- Hercules - Hercules (1998-1999, elf afleveringen)
- Trinity - Kevin McCallister (1998, drie afleveringen)
- Friends - Joshua Burgin (1998, vijf afleveringen)
- Ally McBeal - Ronald Cheanie (1997, drie afleveringen)
- Partners - Owen (1995-1996, 22 afleveringen)

- Biblioteca Nacional de España: XX1168350
- Bibliothèque nationale de France: cb141726652 (data)
- Gemeinsame Normdatei: 142726192
- International Standard Name Identifier: 0000 0001 0916 1255
- Library of Congress Control Number: no98125229
- Nationale Bibliotheek van Tsjechië: xx0111115
- Nationale Bibliotheek van Israël: 987007391122905171
- Nederlandse Thesaurus van Auteursnamen: 36945815X
- SNAC: w6r059sk
- Système universitaire de documentation: 147740797
- Virtual International Authority File: 74061395
- WorldCat: E39PBJf4hgHQDcrD4VGv3PJqwC